# Michela Montevecchi
Michela Montevecchi (Bologna, 21 aprile 1971) è una politica italiana.
È pronipote del celebre soprano Pia Tassinari.

## Biografia
Nata e residente a Bologna; si è laureata in lingua e letteratura inglese all'Università di Bologna.

### Elezione a senatore
Alle elezioni politiche del 2013 viene eletta al Senato della Repubblica, come capolista del Movimento 5 Stelle nella circoscrizione Emilia-Romagna.
Alle elezioni politiche del 2018 viene rieletta senatrice.
Il 28 marzo 2018 viene eletta Segretario di Presidenza del Senato della Repubblica.
Il 21 giugno 2018 viene eletta Vice Presidente della Commissione Istruzione Pubblica e Beni Culturali del Senato della Repubblica.